# Celler de la Cooperativa Agrícola de Vila-rodona
Celler de la Cooperativa Agrícola de Vila-rodona és un monument protegit com a bé cultural d'interès local del municipi de Vila-rodona (Alt Camp).

## Descripció
Edifici entre mitgeres, de planta rectangular i coberta a dues vessants. A l'interior presenta una gran nau amb encavallades de fusta.
La façana que dona al carrer Enric Benet té una organització simètrica. A la part inferior, centrada, s'obre la porta d'accés, d'arc compost convex i còncau. Damunt la porta hi ha una finestra triple que en repeteix el tipus d'arc i que serveix per a la il·luminació de l'interior. La façana es corona amb una motllura sinuosa que es trenca per emmarcar l'espai de les obertures i accentuar la verticalitat el conjunt.
L'obra es troba arrebossada i pintada.

## Història
L'any 1918 s'encarregà a l'arquitecte de la diputació de Barcelona Rubió i Bellver la realització d'un projecte de celler per al sindicat agrícola de Vila-rodona. Rubió i Bellver, a causa del seu càrrec oficial, va cedir el projecte a Cèsar Martinell, qui va mantenir-ne les línies generals. El celler fou inaugurat l'any 1919 (data que figura en una rajola de la portada). L'any 1950 s'hi van construir alguns dipòsits subterranis. A finals de la dècada dels anys setanta s'hi va afegir unes naus noves, per necessitats d'ampliació de la cooperativa.